# El Tepeyac, Puebla
El Tepeyac är en ort i Mexiko.   Den ligger i kommunen Eloxochitlán och delstaten Puebla, i den sydöstra delen av landet, 260 km öster om huvudstaden Mexico City. El Tepeyac ligger 93 meter över havet och antalet invånare är 163.
Terrängen runt El Tepeyac är kuperad österut, men västerut är den bergig. El Tepeyac ligger nere i en dal. Runt El Tepeyac är det ganska tätbefolkat, med 100 invånare per kvadratkilometer. Närmaste större samhälle är Loma Bonita, 3,1 km nordväst om El Tepeyac. I omgivningarna runt El Tepeyac växer huvudsakligen savannskog.